# Agrostis quadridentata
Agrostis quadridentata é uma espécie de gramínea do gênero Agrostis, pertencente à família Poaceae.